# Транспорт Крыма
Транспорт Крыма — крупная отрасль экономики Крыма. В Крыму действуют все основные виды транспорта: железнодорожный, автомобильный, морской, трубопроводный и воздушный.

## История

### XIX век
Во время Крымской войны была построена Балаклавская железная дорога, но после войны она была разобрана. Первый поезд пришёл в Симферополь в 1874 году. В 1892 году было закончено строительство железной дороги от Джанкоя до Феодосии, а в 1900 году — до Керчи.

### XX век
В 1920 году был введён в эксплуатацию участок железной дороги Джанкой — Армянск.
В 1936 году был построен симферопольский аэропорт.
В 1944 году было открыто движение по железнодорожному мосту на Кубань, но вскоре этот мост был разрушен.
В 1950 году было завершено строительство автомобильной дороги Москва — Симферополь. В 1951 году после 5-летней реконструкции был открыт Симферопольский железнодорожный вокзал, ставший одним из главных архитектурных символов столицы Крыма.
В 1975 году электрификацией участка Мелитополь — Севастополь был завершён перевод на электротягу всей железнодорожной магистрали Москва-Курская — Севастополь.

### XXI век
После аннексии Крыма в марте 2014 года в транспортном комплексе полуострова начались коренные изменения. Почти все транспортные связи с Украиной были разорваны в 2014—2015 годах по инициативе украинской стороны, сохранилось только легковое автомобильное движение. В Крыму произошла переориентация грузовых и пассажирских потоков, при этом резко возросла роль Керченской паромной переправы и симферопольского аэропорта.
С целью модернизации транспортной инфраструктуры Крыма и её интеграции с остальной частью России началась реализация ряда крупных инвестиционных проектов. В 2015 году стартовало строительство автомобильно-железнодорожного моста через Керченский пролив. В декабре 2016 года был введён в эксплуатацию магистральный газопровод, соединивший Крым с Единой системой газоснабжения России. В мае 2017 года началось строительство федеральной автомобильной дороги «Таврида» от Керчи до Севастополя. В апреле 2018 года был введён в эксплуатацию новый терминал аэропорта «Симферополь». 16 мая 2018 года открылось автомобильное движение по Крымскому мосту, Крым получил прямую сухопутную связь с остальной частью России. 29 декабря 2018 года было открыто движение по первому участку новой автомобильной дороги «Таврида».
23 декабря 2019 года состоялось открытие железнодорожной части Крымского моста. Как следствие в сентябре 2020 года Керченская паромная переправа приостановила свою работу из-за отсутствия спроса.
10 марта 2022 года глава Крыма Сергей Аксёнов заявил о восстановлении железнодорожного сообщения Крыма с Херсоном.

## Виды транспорта

### Сухопутный

#### Рельсовый

##### Железнодорожный
В 2013 году объём перевозок составил 6,8 млн т (60 % от общего объёма), грузооборот — 4910 млн т·км.
Железнодорожная сеть Крыма связана с сетью железных дорог «материковой» части России благодаря Крымскому мосту, запуск железнодорожной части которого состоялся 23 декабря 2019 года. В июне 2020 года по мосту запустили железнодорожное грузовое движение.

##### Трамвайный
Единственная в Крыму трамвайная система функционирует в Евпатории.

#### Автомобильный

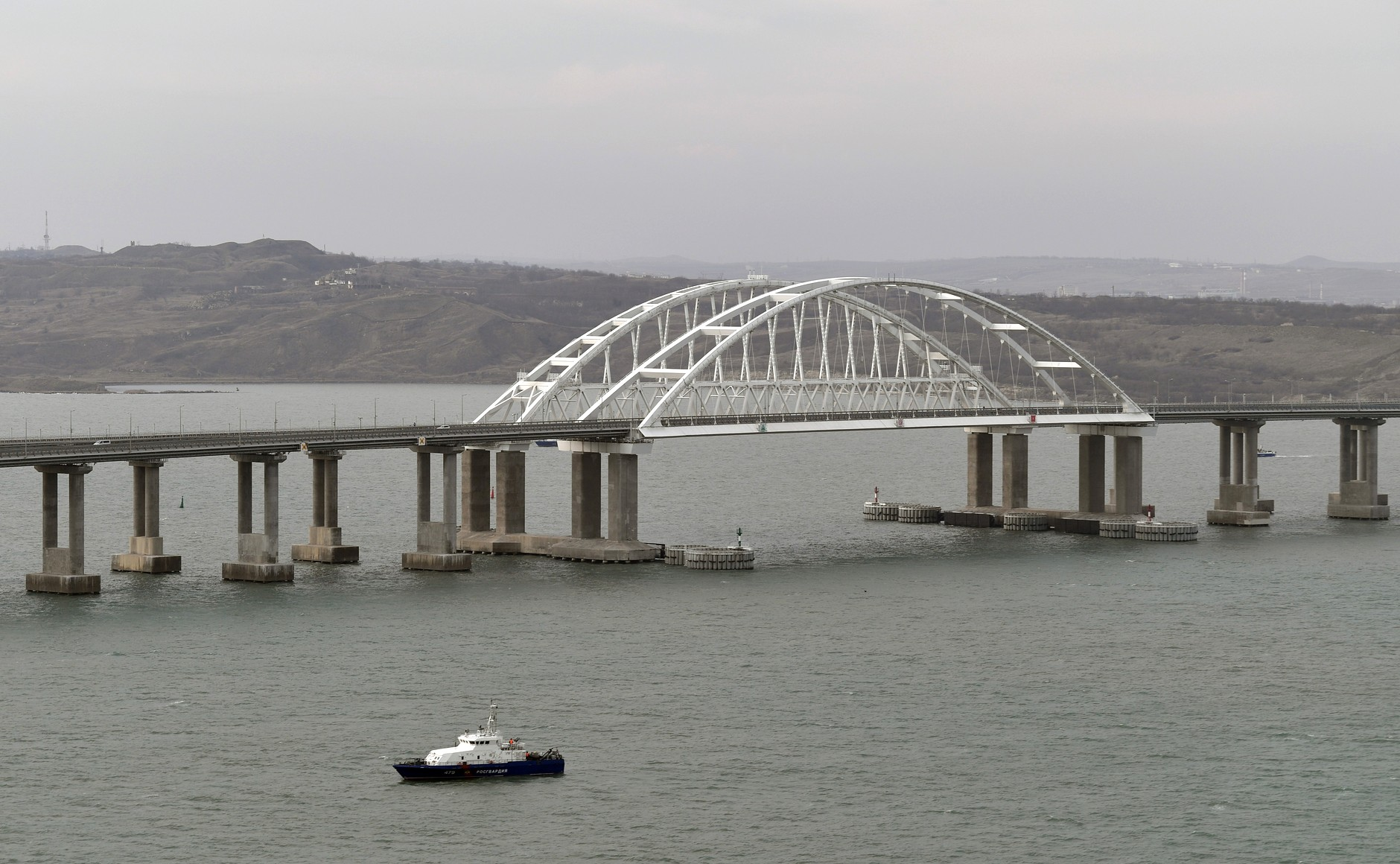
Крымский мост. 23 декабря 2019 года

##### Дороги
Протяжённость автомобильных дорог общего пользования составляет 6 266,8 км. Основным нормативным требованиям, таким как ровность, сцепление и прочность покрытия, в 2015 году соответствовало только 20 % дорог Крыма.
Протяжённость коммунальных автомобильных дорог составляет 8504,7 км.

##### Автобусный транспорт
Автобусы из Симферополя, Ялты, Севастополя идут практически до всех крупных украинских городов (Киев, Харьков, Днепр, Херсон, Одесса, Николаев), но границу эти автобусы с 27 декабря 2014 года не пересекают. Они довозят пассажиров до границы, которую тем приходится пересекать по пешеходной зоне пограничного и таможенного контроля, после чего на украинской территории они продолжают поездку на украинском автобусе.
Внутри Крыма сеть автобусов охватывает все города (в том числе и некурортные), сообщение регулярное. Также существует регулярное сообщение с рядом городов материковой России.
В 2015 году были запущены «Аэроэкспрессы» — скоростные автобусы от Симферопольского аэропорта до Ялты.

##### Троллейбусный транспорт

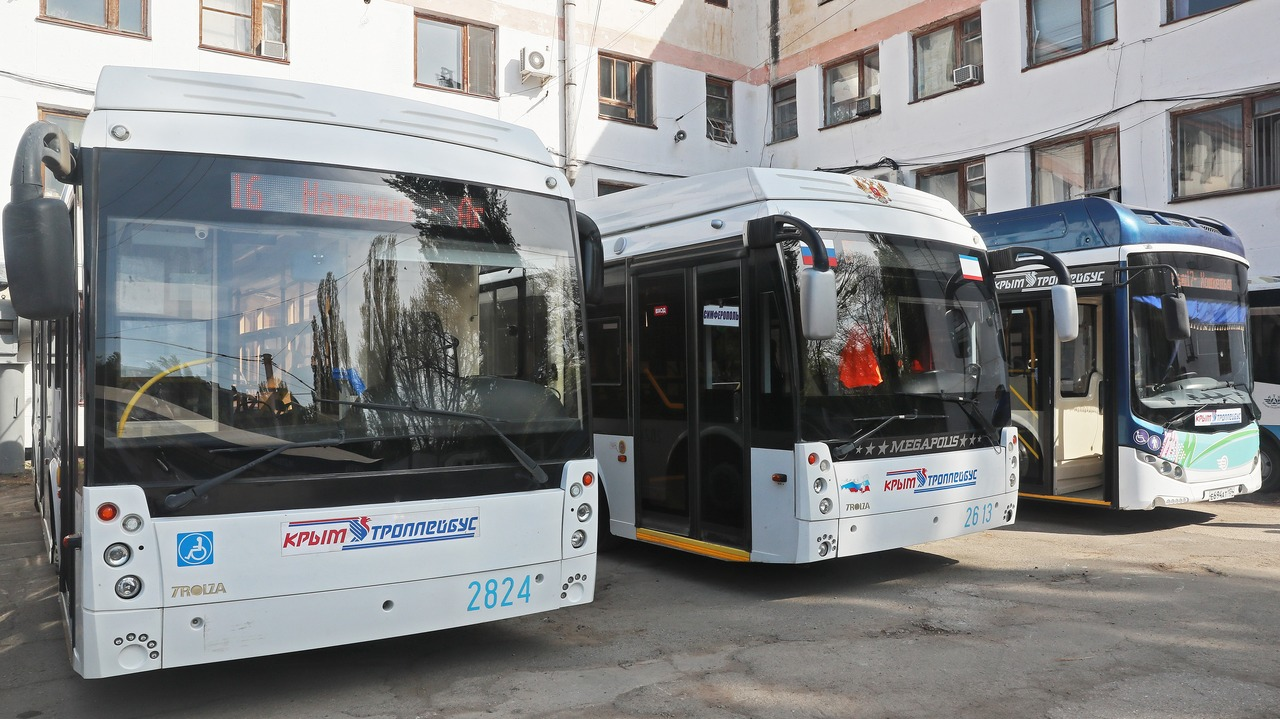
Троллейбусы «Мегаполис» в парке. 2018 год

Крымский троллейбус представляет собой уникальную междугородную систему, связывающую Симферополь с курортами Южного берега Крыма и включает в себя самый длинный в мире междугородный троллейбусный маршрут Симферополь — Алушта — Ялта протяжённостью 96 км. Билеты на троллейбусы в Алушту и Ялту продавались вместе с железнодорожными билетами до Симферополя в железнодорожных кассах крупных городов: в Москве, Ленинграде, Киеве, Минске, Харькове, Риге и Вильнюсе.
Система включает также линии городских и пригородных троллейбусных маршрутов. Предприятие «Крымтроллейбус» основано в 1959 году. Изначально «Крымтроллейбус», кроме троллейбусных маршрутов, обеспечивал работу симферопольских трамваев, вплоть до их ликвидации в ноябре 1970 года.
Также отдельные от Крымтроллейбуса троллейбусные системы действуют в Севастополе и Керчи.

#### Трубопроводный
В Крыму действует система магистральных газопроводов. Она связана с «материковой» газопроводной сетью России благодаря газопроводу «Краснодарский край — Крым».

### Воздушный

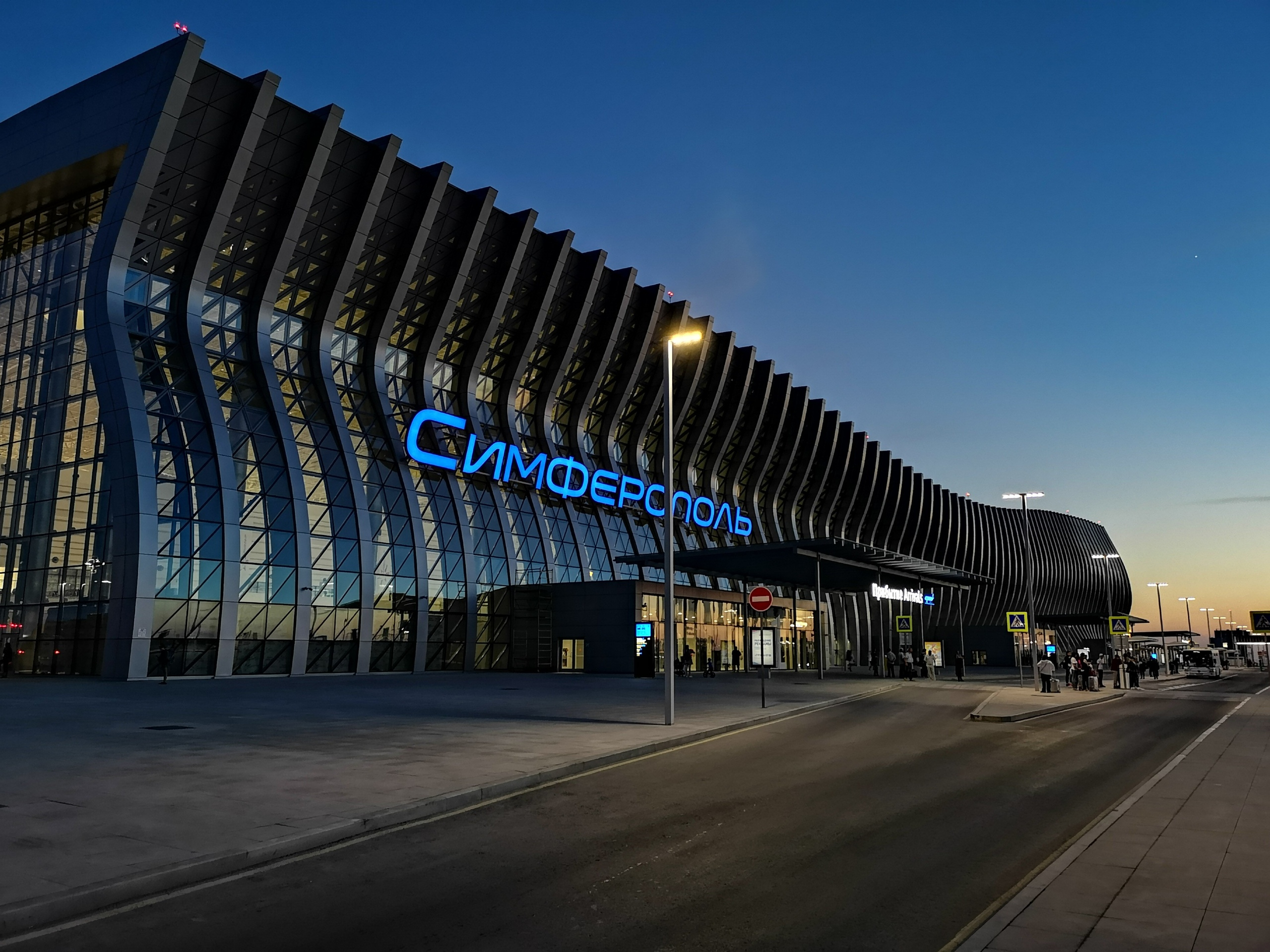
Новый терминал аэропорта Симферополь

Основным аэропортом Крыма является международный аэропорт Симферополь. До 2014 года аэропорт считался международным с долей иностранных рейсов в 72 %, но при этом 80 % этих рейсов соединяли Крым с российскими аэропортами. В результате, после аннексии Крыма Россией, большинство международных рейсов стали фактически внутрироссийскими, а пассажиропоток лишь увеличился. По итогам 2014 года аэропорт показал рекордные показатели роста, увеличив пассажиропоток в 2,3 раза по сравнению с 2013 годом — до 2,8 миллионов пассажиров, аэропорт принял 11,6 тыс. рейсов. С 2015 года аэропорт перевозил по 5 млн человек в год. За первое полугодие 2021 года аэропорт поставил собственный рекорд, впервые в своей истории обслужив более 2,5 млн пассажиров.
Официальные международные рейсы не осуществляются, что связано с международными санкциями, последовавшими после аннексии Крыма Россией, и спорным правовым статусом полуострова.
Кроме аэропорта Симферополь есть ещё два действующих аэропорта: Бельбек, который планируется использовать для чартерных рейсов, и Заводское, способный принимать вертолёты и самолёты 4 класса (Л-410, Ан-2).
Севастопольский аэропорт Бельбек имеет полосу протяжённостью более 3 км, но она не рассчитана на частое использование тяжёлыми среднемагистральными самолетами.

### Морской

#### Маршруты
| Вид перевозки       | Направление                                                                   |
| ------------------- | ----------------------------------------------------------------------------- |
| Легковые автомобили | Кавказ — Крым                                                                 |
| Грузовые автомобили | Кавказ — Керчь Новороссийск — Керчь Темрюк — Керчь Новороссийск — Севастополь |
| Контейнеры          | Новороссийск — Севастополь                                                    |
| Вагоны              | Кавказ — Крым Кавказ — Керчь                                                  |
| Танкеры и сухогрузы | Волго-Дон — Крым                                                              |

Морской транспорт обеспечивает автомобильно-пассажирские перевозки (RoPax) с материковой частью России и с Турцией.
Из паромных линий наибольший объём перевозок выполняет Керченская переправа: в январе 2015 года она обеспечила перевозку 140 тысяч пассажиров, 2 тыс. автобусов, 10 тыс. грузовых и 31 тыс. легковых машин. До открытия автодорожной части Крымского моста для общественного транспорта через паромную переправу осуществлялись перевозки по единому билету.
Каботаж
см. Комета 120М

#### Контейнерные
Перспективным направлением является переход от автомобильных Ро-ро перевозок к транспортировке контейнеров.
В апреле 2014 года «Трансконтейнер» выступил с предложением о доставке контейнеров по железной дороге до Краснодара с последующей перевалкой на автотранспорт и доставкой в Крым через Керченскую переправу .
Летом 2014 года по железной дороге через Керченскую переправу была отправлена первая партия контейнеров. До этого перевозки контейнеров в Крыму по железной дороге не выполнялись.
Контейнеровоз «Сильный» проекта 19620 совершает семь круговых рейсов в месяц. Для перевозки принимаются 20 и 40 футовые контейнеры с максимальной загрузкой до 26 и 28 тонн соответственно, а также опасные грузы в упаковке. Построен в Рыбинске в 1986 году. Вместимость — до 62 контейнеров. В октябре 2015 года был выполнен 70-й круговой рейс.
7 сентября 2014 год из Новороссийска в Севастополь был отправлен первый контейнеровоз. Регулярными перевозки стали в декабре 2014 года. На линии используются терминалы «НУТЭП» в Новороссийске и «Авлита» в Севастополе. Для доставки контейнеров в Крыму задействованы тягачи с полуприцепами и железнодорожные платформы. При открытии линии контейнеровоз совершал круговой рейс за неделю, спустя шесть месяцев — интервал был сокращён до 4 дней.
За первый год объём перевозок составил 4000 груженых контейнеров. Также оператором была введена в работу регулярная линия Коми — Новороссийск.

#### Река — море
В 2015 году некоторые из российских производителей рассматривают возможность доставки своей продукции по маршруту Волга — Крым.
12 июня 2015 года грузовой теплоход «Байкальск» класса «река-море» отправился в первый рейс из Волгограда в Севастополь. На борт теплохода были погружены 2 тыс. тонн сухих строительных смесей ВОЛМА. Отправку через речной порт компания произвела впервые, ранее компания использовала только два способа доставки — автомобильный и железнодорожный транспорт. Одним из ключевых моментов стало определение дистрибьютора, способного единовременно принять весь объём груза.

#### Специализация портов
В Крыму пять крупных морских портов — Керченский, Севастопольский, Феодосийский, Евпаторийский и Ялтинский. В 2013 году их суммарный грузооборот составил 11,3 млн тонн. В 2013 году на Керчь и Севастополь: приходилось почти 70 % грузооборота портов полуострова. В 2013 году на транзит, который составляли в основном российские грузы, приходилось 43 % грузооборота крымских портов. В Керчи доля транзитных грузов составляла 87 %, в Феодосии — 78 %. В Севастополе 90 % грузооборота составлял украинский экспорт. В Ялтинском порту весь грузооборот формировали каботажные перевозки. Евпатория специализировалась на перевалке автотранспорта. В 2013 году через Евпаторию прошла практически половина украинского грузопотока автотранспорта, в месяц порт обрабатывал 22-23 судна типа ро-ро.
Важную роль в обеспечении жизнедеятельности Крыма играют специализированные порты:
- Крым, построенный для Керченской паромной переправы,
- Черноморск — порт ГАО «Черноморнефтегаза».

Также есть два рыбных порта: Керченский и Севастопольский. Через Керченский рыбный порт проходит один железнодорожный и два автомобильных паромных маршрута.
Больше всего портов территориально относятся к городу Керчь: Керченский торговый, Керченский рыбный, Крым и Камыш-Бурун. Камыш-Бурун был построен и функционировал как подразделение Камыш-Бурунского железорудного комбината. В настоящее время специализируется на генеральных грузах.
После аннексии Крыма Россией практически оказались перекрыты грузопотоки с Украины в сторону крымских портов, без которых порты в краткосрочной перспективе оказались недозагружены и можно было рассчитывать в основном на вывоз из этих портов продукции, произведённой в Крыму, и на поставки грузов, ориентированных на потребление Крыма.
В связи с этим министерством РФ по делам Крыма изучалась концепция круизно-туристической переориентации крымских портов. Международный круизный туризм с заходом пассажирских лайнеров в порты Крыма, по всей видимости, не может быть возобновлён до тех пор, пока не будет урегулирован правовой статус Крыма; в соответствии с введёнными санкциями, с декабря 2014 года европейским компаниям запрещено оказывать туристические услуги в Крыму, а иностранным судам — заходить в крымские морские порты. Крупные круизные компании официально объявили о том, что отказываются от морских круизов по Чёрному морю в связи с «ситуацией на Крымском полуострове», кроме аварийных случаев.
В марте 2014 года было создано ГУП «Крымские морские порты», в состав которого вошли Керченские торговый и рыбный порты, Феодосийский, Ялтинский, Евпаторийский торговые порты.

#### Позиция Украины
4 июля 2014 года Государственная инспекция по безопасности на морском и речном транспорте Украины сообщила о закрытии для международного судоходства морских портов Евпатория, Керчь, Севастополь, Феодосия, Ялта. Сообщение не имело никакой реакции на реальные порты Республики Крым, которые в тот момент уже контролировались Россией. Отмечались сотни нарушений украинских запретов.